# キャラハン郡 (テキサス州)
キャラハン郡（キャラハンぐん、英: Callahan County）は、アメリカ合衆国テキサス州の中央部北に位置する郡である。2010年国勢調査での人口は13,544人であり、2000年の12,905人から5.0%増加した。郡庁所在地はベアード市（人口1,496人）であり、同郡で人口最大の都市はクライド市（人口3,713人）である。キャラハン郡は1877年に設立され、郡名はテキサス革命時の軍人だったジェイムズ・ヒューズ・キャラハンに因んで名付けられた。
キャラハン郡はテイラー郡、ジョーンズ郡と共にアビリーン大都市圏を構成している。

## 地理
アメリカ合衆国国勢調査局に拠れば、郡域全面積は901平方マイル (2,333.6 km2)であり、このうち陸地899平方マイル (2,328.4 km2)、水域は2平方マイル (5.2 km2)で水域率は0.29%である。

### 主要高規格道路
- 州間高速道路20号線
- アメリカ国道283号線
- テキサス州道36号線
- テキサス州道206号線

### 隣接する郡
- シャックルフォード郡 - 北
- イーストランド郡 - 東
- ブラウン郡 - 南東
- コールマン郡 - 南
- テイラー郡 - 西
- ジョーンズ郡 - 北西

## 人口動態

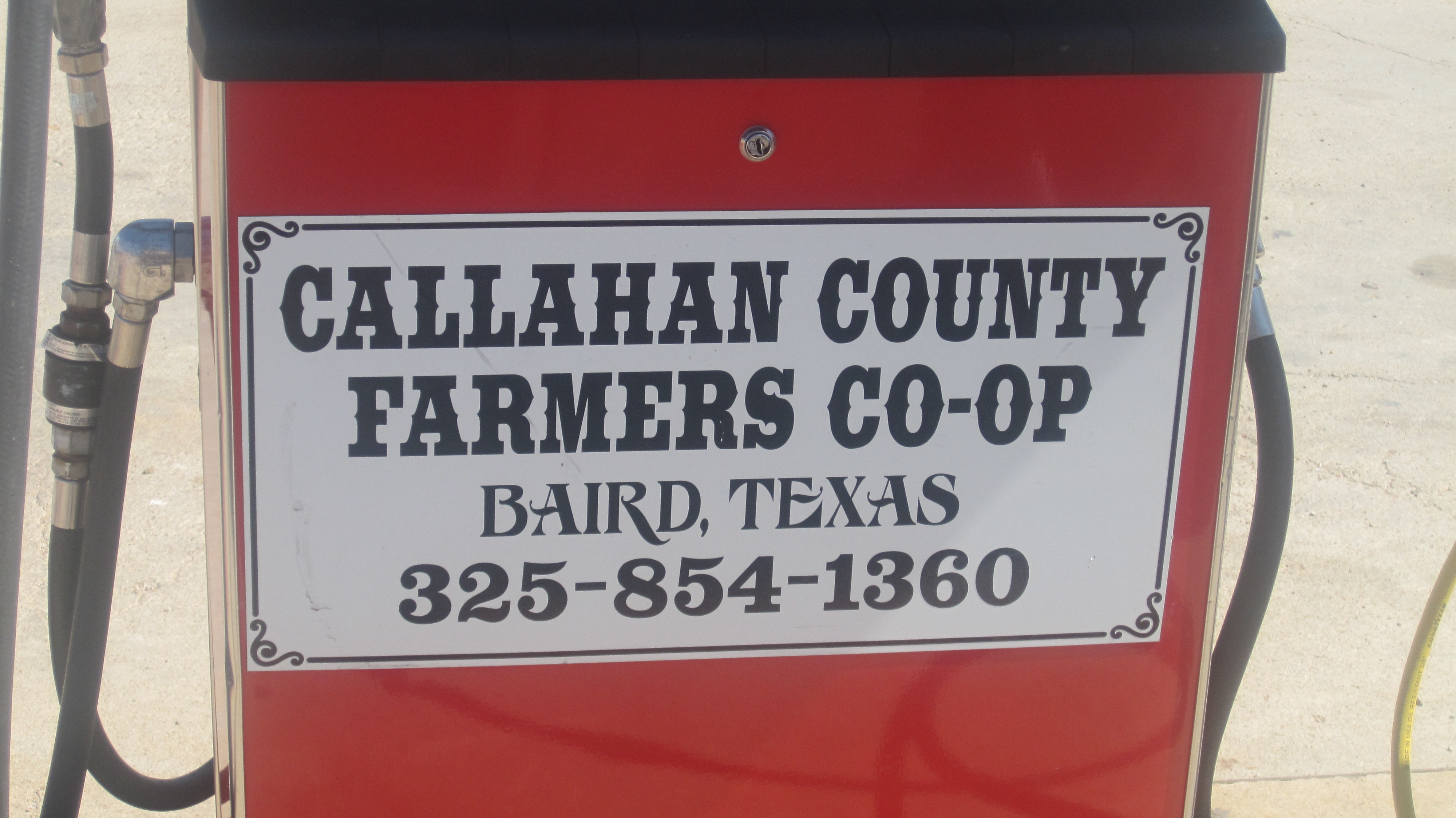
ベアード市のキャラハン郡農協はガソリンを売っている

以下は2000年の国勢調査による人口統計データである。
| 基礎データ - 人口: 12,905人 - 世帯数: 5,061 世帯 - 家族数: 3,750 家族 - 人口密度: 6人/km2（14人/mi2） - 住居数: 5,925軒 - 住居密度: 3軒/km2（7軒/mi2） 人種別人口構成 - 白人: 94.78% - アフリカン・アメリカン: 0.22% - ネイティブ・アメリカン: 0.63% - アジア人: 0.26% - 太平洋諸島系: 0.05% - その他の人種: 2.70% - 混血: 1.35% - ヒスパニック・ラテン系: 6.29% 年齢別人口構成 - 18歳未満: 26.2% - 18-24歳: 6.6% - 25-44歳: 24.9% - 45-64歳: 25.3% - 65歳以上: 17.0% - 年齢の中央値: 40歳 - 性比（女性100人あたり男性の人口） - 総人口: 94.4 - 18歳以上: 90.9 | 世帯と家族（対世帯数） - 18歳未満の子供がいる: 31.9% - 結婚・同居している夫婦: 61.6% - 未婚・離婚・死別女性が世帯主: 9.3% - 非家族世帯: 25.9% - 単身世帯: 23.3% - 65歳以上の老人1人暮らし: 12.2% - 平均構成人数 - 世帯: 2.53人 - 家族: 2.97人 収入と家計 - 収入の中央値 - 世帯: 32,464米ドル - 家族: 37,165米ドル - 性別 - 男性: 27,086米ドル - 女性: 19,720米ドル - 人口1人あたり収入: 15,204米ドル - 貧困線以下 - 対人口: 12.2% - 対家族数: 9.0% - 18歳未満: 14.8% - 65歳以上: 9.8% |

## 都市と町
- ベアード - 郡庁所在地
- ベルプレーン、ゴーストタウン
- キャラハンシティ、ゴーストタウン
- クライド
- コットンウッド、未編入の町
- クロスプレーンズ
- ユーラ、未編入の町
- パットナム